# Yves Grafenhorst
Yves Grafenhorst (* 15. März 1984 in Staßfurt) ist ein ehemaliger deutscher Handballspieler.

## Karriere
Yves Grafenhorst spielte ab 1997 als Linksaußen beim SC Magdeburg und gab in der Saison 2002/03 sein Profidebüt gegen die SG Flensburg-Handewitt, zuvor spielte er bei Wacker Westeregeln. Sein erstes Länderspiel bestritt er am 26. März 2004 gegen Griechenland in Athen. Er bestritt 32 Länderspiele, in denen er 43 Tore warf.
Zum Saisonende 2016/17 beendete Grafenhorst seine Karriere, in der er fast 1000 Treffer in knapp 400 Bundesligaspielen erzielte. Anschließend übernahm er das Co-Traineramt sowie das Amt des Nachwuchskoordinators beim SCM.

## Erfolge
als Spieler
- WM-Teilnahme 2005
- Junioren-Europameister 2004
- viermal Deutscher Jugendmeister
- EHF-Pokal 2007
- DHB-Pokal 2016

als Co-Trainer
- EHF European League 2021
- IHF Super Globe 2021 und 2022
- Deutscher Meister 2022
- EHF Champions League 2023

## Privates
Sein Bruder spielt ebenfalls Handball (3. Liga).